# オルジャーテ・コマスコ
オルジャーテ・コマスコ（イタリア語: Olgiate Comasco）は、イタリア共和国ロンバルディア州コモ県にある、人口約1万2000人の基礎自治体（コムーネ）。

## 地理

### 位置・広がり
コモ県南西部のコムーネ。県都コモから西南西へ10kmの距離にある。

#### 隣接コムーネ
隣接するコムーネは以下の通り。
- アルビオーロ
- ベレガッツォ・コン・フィリアーロ
- コルヴェルデ
- ファロッピオ
- ルラーテ・カッチーヴィオ
- オルトローナ・ディ・サン・マメッテ
- ソルビアーテ・コン・カーニョ (ソルビアーテ)

### 地震分類
イタリアの地震リスク階級 (it) では、4 に分類される
。

## 行政

### 分離集落
オルジャーテ・コマスコには、以下の分離集落（フラツィオーネ）がある。
- Baragiola, Bontocco, Boscone, Cantalupo, Cascina del Pè, Casletto, Gerbo, Rongio, Somaino

## 姉妹都市
- Liancourt、フランス
- Pesterzsébet、ハンガリー
- サン・カタルド、イタリア